# San Pablo Jocopilas
San Pablo Jocopilas es un municipio del departamento Suchitepéquez, en la República de Guatemala, ubicado a 8 km de la cabecera departamental de Mazatenango. 
Durante la época colonial fue una doctrina franciscana, hasta que en 1754 los frailes tuvieron que entregar sus doctrinas al clero secular, y pasó a formar parte de un curato; su iglesia colonial fue la sede de un centro de educación para frailes franciscanos en la Capitanía General de Guatemala]], pero fue destruida por el terremoto de Santa Marta en 1773, y solamente sobrevivió la fachada. 
En un certamen organizado por el Banco Industrial la «portada» —como se conoce a la fachada de la antigua iglesia colonial franciscana destruida en 1773— fue elegida como una de las siete maravillas de Guatemala. Cuenta además con otros monumentos históricos tales como el centenario reloj de Chocolá, construido a finales del siglo xix. El municipio es atravesado por el río Ixtacapa.
La guerrilla también forma parte de la historia de San Pablo Jocopilas, sucedió entre militares y guerrilleros la cual trajo una serie de pérdidas humanas, muertes y secuestros

## Geografía física

### Hidrografía
El río Ixtacapa atraviesa todo el municipio de San Pablo Jocopilas; nace como riachuelo de las montañas de la Sierra Madre, específicamente de las faldas del volcán Pecul, pero al unirse con las aguas del río lacal toma fuerza su corriente. Sus aguas son cristalinas y sus pobladores décadas las usaban para lavar ropa y como balneario, especialmente en los días festivos.

### Ubicación geográfica
San Pablo Jocopilas está ubicado en el departamento de Suchitepéquez y sus colindancias son:
- Norte: Santa Catarina Ixtahuacán, municipio del departamento de Sololá
- Norte y este: Santo Tomás La Unión, municipio del departamento de Suchitepéquez
- Sur: San Antonio Suchitepéquez, municipio del departamento de Suchitepéquez
- Oeste con Samayac, municipio del departamento de Suchitepéquez[3]

|                | Norte: Santa Catarina Ixtahuacán Santo Tomás La Unión |                            |
| Oeste: Samayac |                                                       | Este: Santo Tomás La Unión |
|                | Sur: San Antonio Suchitepéquez                        |                            |

## Gobierno municipal
Los municipios se encuentran regulados en diversas leyes de la República, que establecen su forma de organización, lo relativo a la conformación de sus órganos administrativos y los tributos destinados para los mismos.  Aunque se trata de entidades autónomas, se encuentran sujetos a la legislación nacional y las principales leyes que los rigen desde 1985 son:
| N.º | Ley                                                | Descripción |
| --- | -------------------------------------------------- | --- |
| 1   | Constitución Política de la República de Guatemala | Tiene una regulación legal específica para los municipios en los artículos 253 al 262. |
| 2   | Ley Electoral y de Partidos Políticos              | Ley de carácter constitucional aplicable a los municipios en el tema de la conformación de sus autoridades electas. |
| 3   | Código Municipal                                   | Decreto 12-2002 del Congreso de la República de Guatemala. Tiene la categoría de ley ordinaria y contiene preceptos generales aplicables a todos los municipios, e inclusive contiene legislación referente a la creación de los municipios.             |
| 4   | Ley de Servicio Municipal                          | Decreto 1-87 del Congreso de la República de Guatemala. Regula las relaciones entra la municipalidad y los servidores públicos en materia laboral. Tiene su base constitucional en el artículo 262 de la constitución que ordena la emisión de la misma. |
| 5   | Ley General de Descentralización                   | Decreto 14-2002 del Congreso de la República de Guatemala. Regula el deber constitucional del Estado, y por ende del municipio, de promover y aplicar la descentralización y desconcentración económica y administrativa.                                |

El gobierno de los municipios está a cargo de un Concejo Municipal mientras que el código municipal —ley ordinaria que contiene disposiciones que se aplican a todos los municipios— establece que «el concejo municipal es el órgano colegiado superior de deliberación y de decisión de los asuntos municipales […] y tiene su sede en la circunscripción de la cabecera municipal»; el artículo 33 del mencionado código establece que «[le] corresponde con exclusividad al concejo municipal el ejercicio del gobierno del municipio».
El concejo municipal se integra con el alcalde, los síndicos y concejales, electos directamente por sufragio universal y secreto para un período de cuatro años, pudiendo ser reelectos.
Existen también las Alcaldías Auxiliares, los Comités Comunitarios de Desarrollo (COCODE), el Comité Municipal del Desarrollo (COMUDE), las asociaciones culturales y las comisiones de trabajo. Los alcaldes auxiliares son elegidos por las comunidades de acuerdo a sus principios y tradiciones, y se reúnen con el alcalde municipal el primer domingo de cada mes, mientras que los Comités Comunitarios de Desarrollo y el Comité Municipal de Desarrollo organizan y facilitan la participación de las comunidades priorizando necesidades y problemas.

## Historia

### Época colonial: doctrina franciscana
Los franciscanos, quienes tuvieron conventos y doctrinas en la diócesis de Guatemala, se hallaban diseminados en donde se encuentran los modernos departamentos de Sacatepéquez, Chimaltenango, Sololá, Quetzaltenango, Totonicapán, Suchitepéquez y Escuintla.  La «Provincia del Santísimo Nombre de Jesús», como se llamaba la región a cargo de los franciscanos, llegó a tener veinticuatro conventos.  Para 1700, en el convento de Panajachel habitaban tres sacerdotes, que se encargaban de evangelizar a aproximadamente mil ochocientas personas, principalmente indígenas, y tenían a su cargo cuatro doctrinas y doce cofradías.

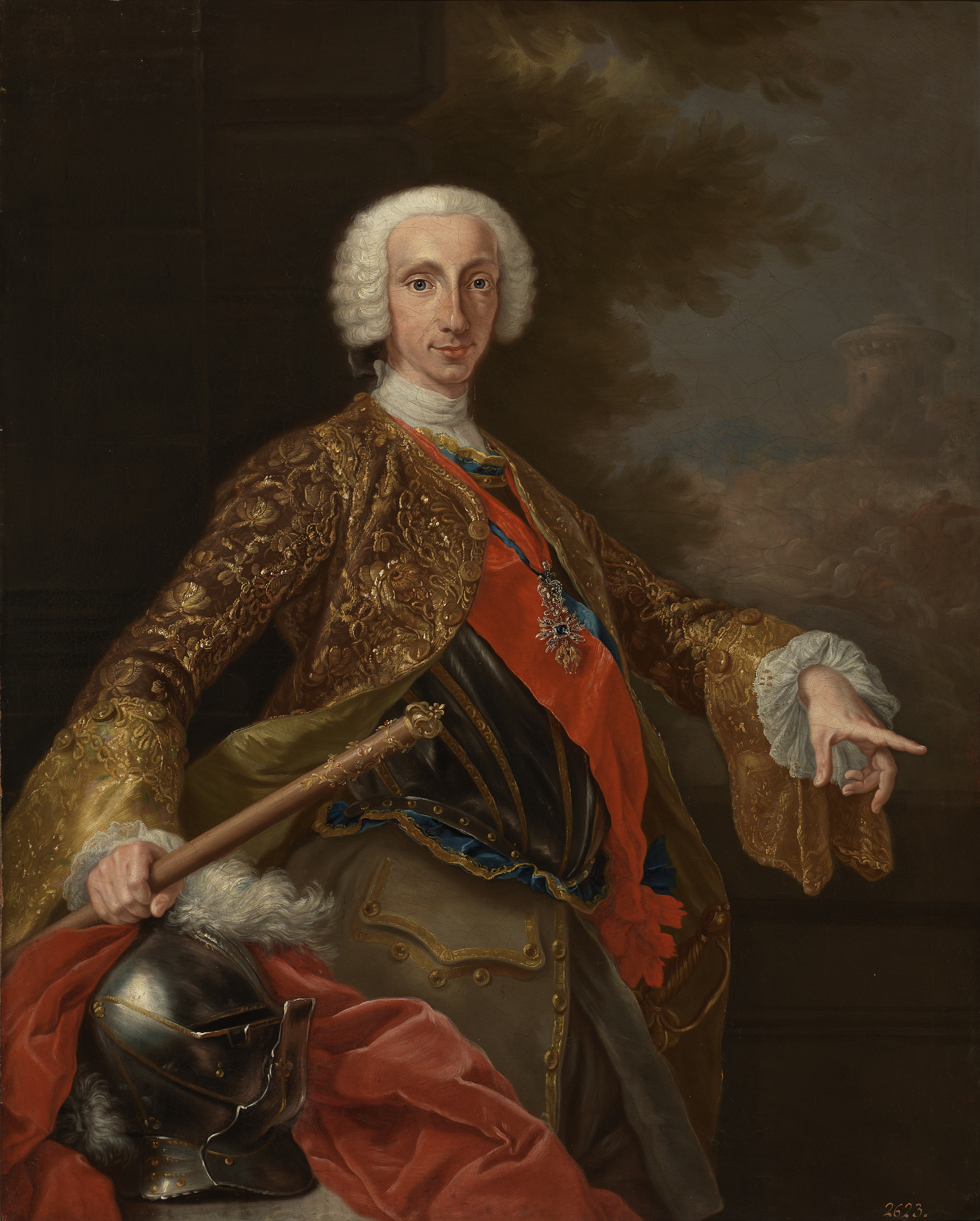
Rey Carlos III de España, promotor de las reformas borbónicas.

En las cabezas de curato, diariamente se cantaba o rezaba la misa conventual con la asistencia de los oficiales de las cofradías y de sus esposas, quienes tenían velas encendidas en sus manos durante casi toda la misa.  Además, tanto en la sede del curato como en los pueblos de visita de las doctrinas, se impartía doctrina a las niñas a partir de los seis años de edad a las dos de la tarde y, al ocaso, a los niños de la misma edad para que durante dos horas recibieran la instrucción cristiana.  La enseñanza consistía en recitar toda la doctrina y oraciones y hacer ejercicios con las preguntas del catecismo y estaba a cargo del doctrinero y de dos indios ancianos, llamados fiscales, en caso el doctrinero no pudiera asistir.  A los adultos se les atendía los domingos y días festivos, luego de la misa; se cerraban las puertas de la iglesia, y se rezaban todas las oraciones de la doctrina cristiana en idioma de la localidad, con todo el pueblo, hombres y mujeres.
En 1754, en virtud de una Real Cédula parte de las Reformas Borbónicas, todos los curatos de las órdenes regulares fueron traspasados al clero secular. En 1765 se publicaron las reformas borbónicas de la Corona española, que pretendían recuperar el poder real sobre las colonias y aumentar la recaudación fiscal. Además de esta redistribución administrativa, la Corona española estableció una política tendiente a disminuir el poder de la Iglesia católica, el cual hasta ese momento era prácticamente absoluto sobre los vasallos españoles. La política de disminución de poder de la iglesia se basaba en la Ilustración y tenía seis puntos principales, pero destacaba una crítica al papel de la Iglesia dentro de la sociedad y de sus organismos derivados, sobre todo de las cofradías y hermandades.
La iglesia colonial en San Pablo Jocopilas, pero ésta fue destruida tras el terremoto de 1773 que destruyó la capital de Santiago de los Caballeros de Guatemala; la iglesia había sido sede de la orden franciscana, y funcionó como escuela de formación de sacerdotes para toda la Capitanía General de Guatemala y la Nueva España.

### Demarcación política de Guatemala de 1902
En 1902, el gobierno del licenciado Manuel Estrada Cabrera publicó la Demarcación Política de la República, y en ella se describe a San Pablo Jocopilas de esta manera: «su cabecera es el pueblo del mismo nombre, a 8 km de Mazatenango, es de clima templado y sano, y las principales producciones, café, caña de azúcar, maíz y frijol.  Tiene buenos potreros y una parte de sus habitantes se dedica a la crianza de ganado.  Limita: al Norte, con el municipio de Santa Catarina; al Sur, con el de Samayc; al Occidente, con este mismo municipio y al Oriente, con la finca Chocolá».

## Costumbres y tradiciones
En el municipio de San Pablo Jocopilas cada año en su feria patronal se presentan las mejores marimbas orquestas de Guatemala al aire libre, patrocinado por la Junta Directiva de Festejos «25 de enero» creada desde el año 1997 y gracias al apoyo de toda la población.
Celebra su feria patronal del 23 al 25 de enero, en honor a San Pablo Apóstol.